# Medienanthropologie
Die Medienanthropologie (auch Anthropologie der Medien oder Anthropologie des Medialen) ist ein junges, interdisziplinäres Forschungsgebiet zwischen Medienwissenschaft und Anthropologie. In der Medienanthropologie werden die Produktion und Nutzung von Medien sowie deren Effekte zumeist mit kulturwissenschaftlichen und ethnografischen Methoden erforscht. Medienanthropologische Forschung wird zudem oft im Zusammenhang mit Medienpädagogik diskutiert. „Medienanthropologisch verstanden sind Menschen Wesen, die sich in Medienpraktiken und -techniken artikulieren, wahrnehmen und wahrnehmbar machen, weil sie etwas darstellen und sich ihnen etwas darstellt.“
Die Medienanthropologie setzt sich zur Aufgabe, die Veränderungen des Menschen und des Menschenbilds in unserer noch immer wachsendem Maße durch Massenmedien geprägten Gesellschaft zu reflektieren und mit kritischen Fragen zu begleiten. Dabei wird der Begriff Medium mit einer weiten historischen Perspektive verfolgt: von der Höhlenmalerei über Tafelbilder und Bücher bis zu den audiovisuellen Verbreitungs- und Speichergeräten in Form von Fernseher, Radio und Computer. Gegenstand der Medienanthropologie ist somit auch die gesellschaftliche Funktion von Medien und deren kulturelle Bedeutung: „Eine zeitgemäße ethnologische Erforschung sozialer und kultureller Lebenswelten muss der Bedeutung dieser Medialisierung Rechnung tragen.“
Das Institut für Sozialanthropologie der Universität Bern beschreibt den Studienschwerpunkt Medienanthropologie wie folgt:

„Die Medienanthropologie untersucht den gesellschaftlichen Umgang mit Medien, ihre (technische) Entwicklung, Funktionsweise und je eigene Aesthetik. Als Teilbereich der Medienanthropologie beschäftigt sich die visuelle Anthropologie mit der kritischen Analyse visueller Repräsentationen sowie der Produktion audiovisueller Dokumente zu Lehr- und Forschungszwecken. […] Der Schwerpunkt Medienanthropolgie ist an der Schnittstelle zwischen Forschung, Lehre, Praxis und Öffentlichkeitsarbeit angesiedelt und bildet einen innovativen Bereich der Sozialanthropologie.“

In der Berufsvereinigung European Association of Social Anthropologists existiert ein Media Anthropology Network, dessen erste Generalversammlung im September 2004 in Wien stattfand. An der Bauhaus-Universität Weimar wurde zudem 2020 ein DFG-Graduiertenkolleg „Medienanthropologie“ eingerichtet, u. a. von Lorenz Engell, Bernhard Siegert und Christiane Voss.

## Belege
1. ↑  Eva Schürmann: Projekt Medienanthropologie (2012–2016) der Professorin für philosophische Anthropologie, Kultur- und Technikphilosophie am Institut für Philosophie der Otto-von-Guericke-Universität Magdeburg. Auf: Forschungsportal Sachsen, zuletzt abgerufen am 20. März 2022.
2. ↑  Beschreibung der Medienanthropologie auf der Website des Instituts für Ethnologie der Universität zu Köln (Memento vom 17. Oktober 2014 im Internet Archive).
3. ↑  Schwerpunkt Medienanthropologie. Universität Bern, Webseite des Instituts für Sozialanthropologie, zuletzt abgerufen am 20. März 2022.